# Gąsior (narzędzie kary)
Gąsior – przyrząd do wykonywania kary za drobniejsze występki. Powszechnie mylnie zwany dybami.
Składał się z dwóch słupków i dwóch desek zamykanych pomiędzy nimi. W deskach wycięte były otwory na ręce i szyję. Człowieka zamykano w gąsiorze na godzinę lub dłużej „w takiej postawie jakby chodził po ziemi na czworakach”. Kara gąsiora oprócz cierpień fizycznych, działała także psychologicznie (publiczny wstyd). W razie recydywy bywała wzmacniana przez dodanie „cięgi postronkowej” (chłosty sznurem). Gąsiory znajdowały się przy domach wójtów, sołtysów, na rynkach miejskich i dziedzińcach dworskich.
Wynalazek ten najprawdopodobniej sprowadzono z Niemiec, gdzie miał też taką samą nazwę (Gänserich).